# Erdkeller

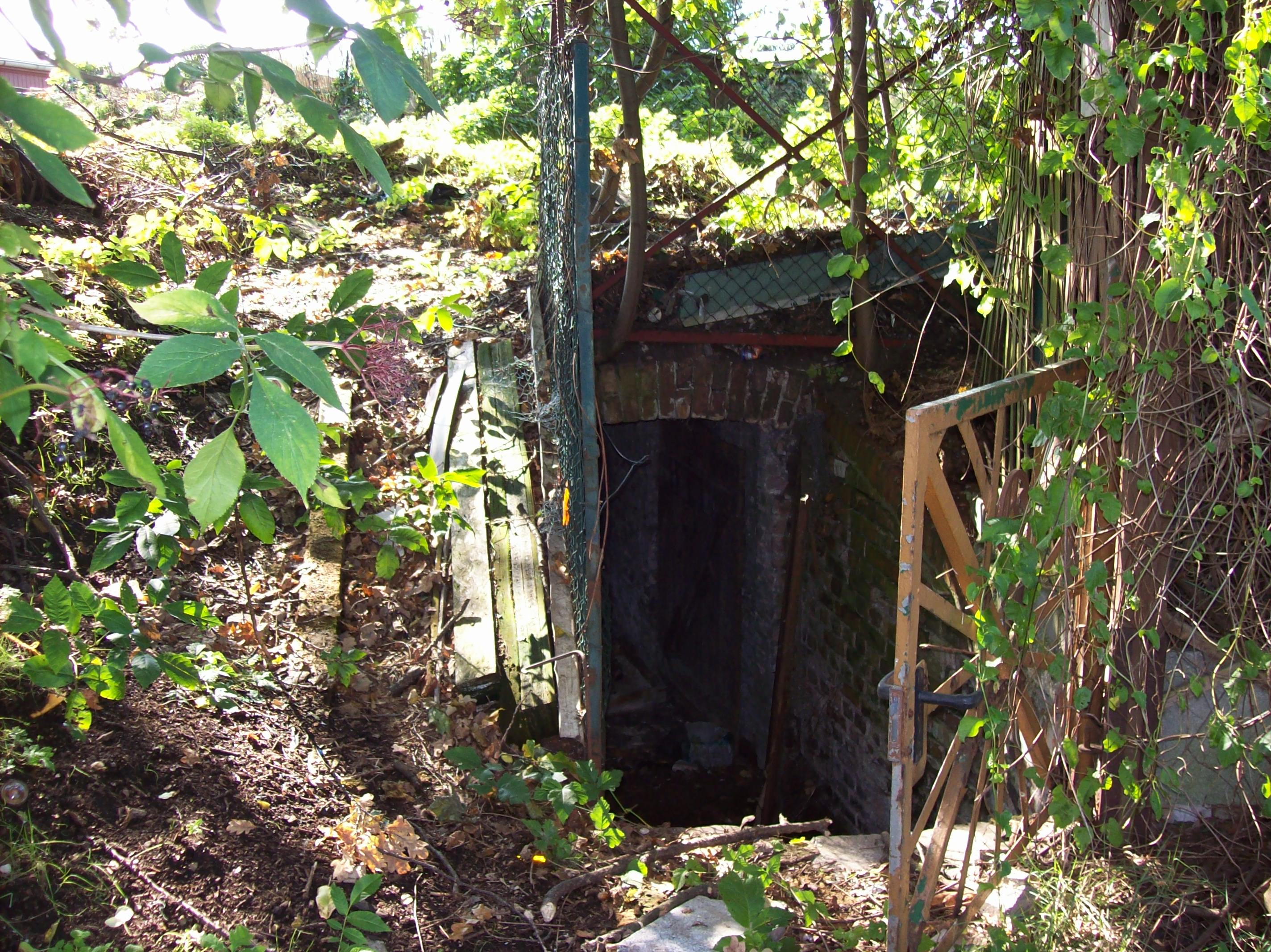
Eingang eines Erdkellers, ehemalige Kolonie am Louisenbade, Koloniestraße Berlin

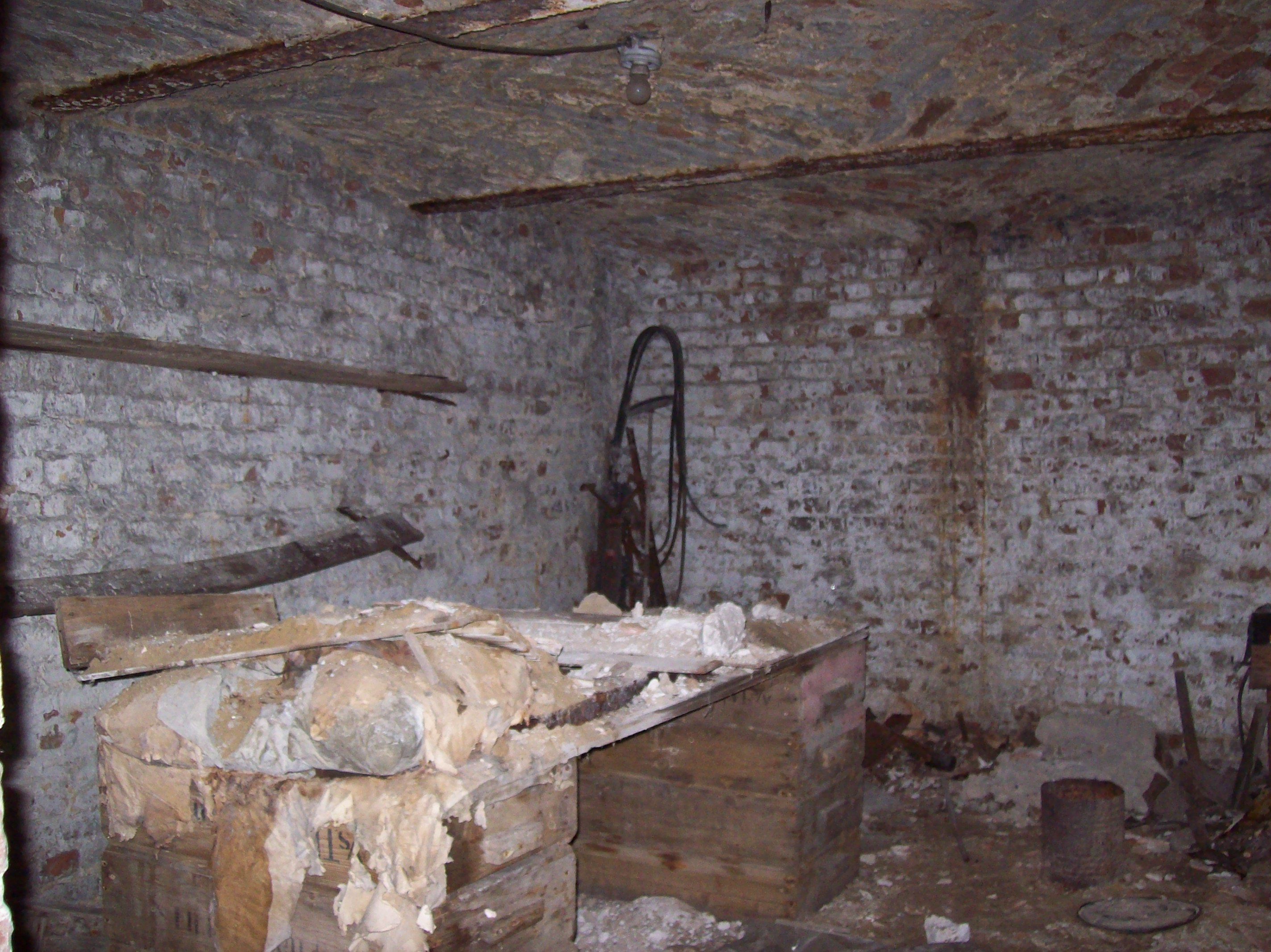
Inneres eines Erdkellers, ehemalige Kolonie am Louisenbade Berlin

Ein Erdkeller, auch Naturkeller, hat einen Boden, der Kontakt zum Erdreich herstellt, sodass die ihn umgebende Luftfeuchtigkeit des Erdreichs und dessen niedrige Temperatur ungehindert in den Lagerraum eindringen können. Archäologische Untersuchungen zeigen, dass Menschen schon vor Urzeiten Nahrungsmittel in kühlen Höhlen lagerten.

## Vorratshaltung
Es gibt Beispiele dafür, dass diese Form der Kühlung auf eine lange Tradition zurückgeht. Dabei kann es sich um Räume handeln, die sich direkt in einem Gebäude befinden, oder solche, die etwas abseits angelegt wurden oder auf natürliche Art vorkommen. Ein Erdkeller ist ein Lagerraum, der entweder unterhalb des Bodenniveaus liegt, oder mit Erde bedeckt ist. Dabei hat er eine Verbindung zum Erdreich und grenzt nicht an beheizte Räume eines Gebäudes. Der Vorteil dieser Räume ist, dass die Temperatur im Inneren ganzjährig bei drei bis zehn Grad Celsius liegt. Das feuchtkalte Klima verlangsamt den Reifeprozess von frischem Gemüse und Obst und auch die Verdunstung wird nahezu gestoppt. Dadurch bleiben die Vorräte länger frisch als bei einer Lagerung im Kühlschrank.
- Im Jahr 2008 wurden bei Ausgrabungen bei Linz zwei frührömische Erdkeller entdeckt, deren Inhalt erhalten war.[1]
- Im Hochmittelalter lassen sich Hofstellen mit zugehörigen Erdkellern nachweisen.[2]
- In Schweden waren Erdkeller (schwedisch Jordkällare) bis zur Erfindung moderner Kühlschränke das bevorzugte Mittel zur Aufbewahrung verderblicher Güter. Mittlerweile sind sie wieder in Mode gekommen. Alte Keller werden renoviert oder als Bausätze angeboten.[3]

Neben der Vorratshaltung können diese Räume auch zur frostfreien Überwinterung von Pflanzen genutzt werden oder bieten sich für die Lagerung von Wein an.

## Freilandkeller
Ein getrennt von anderen Gebäuden gelegener Lagerraum findet sich in einem Hang, der dann mit seitlichem Mauerwerk und Deckengewölbe ausgebaut wird. Das Gewölbe wird anschließend wieder mit dem Erdreich abgedeckt. Alte Erdkeller befinden sich häufig nahe Obst- und Gemüsegärten im Randbereich einer Siedlung, wobei der Eingang des Kellers sich zum Weg hin gelegen befindet und nach einem gemauerten Eingangstor als nach unten geneigter Gang in den Keller führt.